# Giro dei Paesi Baschi 1976
Il Giro dei Paesi Baschi 1976, sedicesima edizione della corsa, si svolse dal 5 aprile al 9 aprile 1976 su un percorso di 799,5 km (in seguito ridotti a 762,5, causa riduzione seconda tappa) ripartiti in cinque tappe (la prima e l'ultima suddivise in due semitappe). Fu vinto da Gianbattista Baronchelli, davanti a Javier Elorriaga e Joaquim Agostinho. Dei 60 partecipanti, 55 hanno completato la corsa.

## Tappe
| Tappa  | Data     | Percorso                                   | km      | Vincitore di tappa       | Leader cl. generale      |
| ------ | -------- | ------------------------------------------ | ------- | ------------------------ | ------------------------ |
| 1ª-1   | 5 aprile | Ayegui > Ayegui (Cron. individuale)        | 16      | Javier Elorriaga         | Javier Elorriaga         |
| 1ª-2   | 5 aprile | Ayegui > Calahorra                         | 125     | Gianbattista Baronchelli | Javier Elorriaga         |
| 2ª     | 6 aprile | Calahorra > Agurain                        | 179 142 | Marino Basso             | Javier Elorriaga         |
| 3ª     | 7 aprile | Agurain > Goiuria                          | 160     | Gianbattista Baronchelli | Gianbattista Baronchelli |
| 4ª     | 8 aprile | Durango > Aretxabaleta                     | 170     | Domingo Perurena         | Gianbattista Baronchelli |
| 5ª-1   | 9 aprile | Aretxabaleta > Irun                        | 145     | Marino Basso             | Gianbattista Baronchelli |
| 5ª-2   | 9 aprile | Irun > Alto San Marcial (Cron.individuale) | 4,5     | José Enrique Cima        | Gianbattista Baronchelli |
| Totale | Totale   | Totale                                     | 762,5   |                          |                          |

## Classifiche finali

### Classifica generale
| Pos. | Corridore                | Squadra   | Tempo    |
| ---- | ------------------------ | --------- | -------- |
| 1    | Gianbattista Baronchelli | Scic      | 24h20'30 |
| 2    | Javier Elorriaga         | Super Ser | a 1'05"  |
| 3    | Joaquim Agostinho        | Teka      | a 1'15"  |
| 4    | José Enrique Cima        | Novostil  | a 1'25"  |
| 5    | Miguel María Lasa        | Scic      | a s.t.   |